# Billete de un Colón Salvadoreño
El Billete de un Colón Salvadoreño es el billete de más baja denominación circulado en El Salvador. El colón fue emitido desde 1934 por el Banco Central de Reserva de El Salvador, organismo gubernamental encargado de la política monetaria del país. 

## Billetes emitidos por el Banco Central de Reserva de El Salvador
| Año  | Imagen                                       | Imagen                                       | Descripción                                                                              | Descripción                        | Descripción                                                                |
| Año  | Anverso                                      | Revés                                        | Anverso                                                                                  | Revés                              | Comentarios                                                                |
| ---- | -------------------------------------------- | -------------------------------------------- | ---------------------------------------------------------------------------------------- | ---------------------------------- | -------------------------------------------------------------------------- |
| 1956 | Anverso Billete de un Colon Salvadoreño 1956 | Anverso Billete de un Colon Salvadoreño 1956 | Planta de Café Vista de lo que en ese momento era el proyecto del nuevo edificio del BCR | Retrato de Cristóbal Colón         |                                                                            |
| 1967 | Anverso Billete de un Colón 1967             | Reverso Billete de un Colón 1967             | Retrato de José Simeón Cañas                                                             | Retrato de Cristóbal Colón         | Billete Conmemorativo del Bicentenario del nacimiento de José Simeón Cañas |
| 1970 | Anverso Billete de un Colon 1970             | Reverso Billete de un Colon 1970             | Retrato de José Simeón Cañas                                                             | Retrato de Cristóbal Colón         |                                                                            |
| 1979 | Anverso Billete de un Colón 1979             | Reverso Billete de un Colón 1979             | Retrato de Cristóbal Colón                                                               | Presa Hidroeléctrica Cerrón Grande |                                                                            |
| 1980 | Anverso de Billete de un Colón de 1980       | Reverso de Billete de un Colón de 1980       | Retrato de Cristóbal Colón                                                               | Presa Hidroeléctrica Cerrón Grande |                                                                            |
| 1982 | Anverso de Billete de un Colón de 1980       | Reverso de Billete de un Colón de 1980       | Retrato de Cristóbal Colón                                                               | Presa Hidroeléctrica Cerrón Grande |                                                                            |